# B'Day Anthology Video Album
B'Day Anthology Video Album is een videoalbum uitgebracht door de Amerikaanse R&B-zangeres Beyoncé. Dit videoalbum werd verkocht samen met het muziekalbum B'Day: Deluxe Edition op 3 april 2007.
B'Day Anthology Video Album was een exclusief Wal-Martproduct in de Verenigde Staten maar is tegenwoordig ook te koop in andere winkels. Deze dvd bevat de videoclips van haar hits van dit album, waaronder "Déjà Vu", "Ring the Alarm", "Irreplaceable", "Listen" en "Beautiful Liar". Beyoncé heeft veel andere nummers van het album die nergens als single zijn uitgebracht, ook gefilmd voor deze dvd.
Bij het Amerikaanse programma TRL van de muziekzender MTV waren op de dag dat "Beautiful Liar" in première ging alvast korte stukjes van de videoclips te zien. Diezelfde dag ging ook de single "Upgrade U" in première.
Op het album stond ook het lied "Still in Love (Kissing You)", een cover van het lied "Kissing You" van de Britse zangeres Des'ree. Zij klaagde Beyoncé in april 2007 aan, omdat Beyoncé het auteursrecht geschonden zou hebben. Beyoncé zou nooit toestemming hebben gehad het lied te gebruiken. Volgens de voorwaarden had Beyoncé niet het recht om het nummer een andere titel te geven of een video voor het nummer op te nemen. Des'ree eiste 150.000 dollar schadevergoeding.

## Tracklist
| #  | Titel                                                           | Director                  | Lengte |
| -- | --------------------------------------------------------------- | ------------------------- | ------ |
| 1  | "Beautiful Liar" (duet met Shakira)                             | Jake Nava & Beyoncé       | 3:43   |
| 2  | "Irreplaceable"                                                 | Anthony Mandler           | 4:17   |
| 3  | "Kitty Kat" (intro)                                             | Melina & Beyoncé          | 1:03   |
| 4  | "Greenlight"                                                    | Melina                    | 3:31   |
| 5  | "Upgrade U" (featuring Jay-Z)                                   | Melina & Beyoncé          | 4.38   |
| 6  | "Flaws and All"                                                 | Beyoncé                   | 4:14   |
| 7  | "Get Me Bodied" (extended mix)                                  | Anthony Mandler & Beyoncé | 6:42   |
| 8  | "Freakum Dress"                                                 | Ray Kay & Beyoncé         | 3:21   |
| 9  | "Suga Mama"                                                     | Melina & Beyoncé          | 3:37   |
| 10 | "Déjà Vu" (featuring Jay-Z)                                     | Sophie Muller             | 4:06   |
| 11 | "Ring the Alarm"                                                | Sophie Muller             | 3:33   |
| 12 | "Listen" (director's cut)                                       | Diane Martel              | 3:49   |
| 13 | "Still in Love (Kissing You)" (alleen op de Amerikaanse editie) | Cliff Watts & Beyoncé     | 4:41   |
| 14 | Credits                                                         | N.V.T                     | 0:51   |
| -  | Anthology Behind the Scenes (niet op alle edities)              | Ed Burke                  | 17:39  |